# Rebomboris del pa
Els rebomboris del pa van ser una revolta popular espontània contra la puja del preu del pa que es produí a Barcelona el 28 de febrer de 1789. El moviment s'estengué durant uns quants dies adquirint una gran violència. Finalment fou sufocat pel capità general de Catalunya, Francisco González y de Bassecourt, comte d'El Asalto, mitjançant una forta repressió.

## Els aldarulls
Els «rebomboris del pa», «revoltes del pa» o motí del pa de 1789 a Barcelona i altres ciutats de Catalunya com Mataró, Vic o Sabadell es corresponen a revoltes similars que van ser comunes a l'Europa moderna fins al segle xix. Aquestes es produïen a partir d'una crisi de subsistències ocasionada per les males collites i que provocaven un augment en el preu del pa. S'ha de tenir en compte que el pa representava una part important de la dieta popular. Quan els proveïdors augmentaven els preus dels productes quotidians, i particularment del pa, la població se sentia amb el dret moral a rebel·lar-se. Les protestes també podien ser degudes a l'escassetat i alça de preus d'altres productes, com la carn o l'oli, tal com també es va veure en aquest cas. Eren protestes populars amb un caire polític, perquè hi havia una preocupació per la corrupció en els mercats i perquè la pressió social significava una reducció del preu i fins i tot podia significar una redistribució econòmica en la localitat. Es tracta de la política dels exclosos, on les dones van tenir un paper primordial.
Com en altres revoltes de tipus similar, als «rebomboris del pa» de 1789, les dones van tenir un paper decisiu, particularment en començar les mobilitzacions, l'esclat de les quals va ser espontani. Les dones van encoratjar els homes a afegir-se a la protesta, segons recull el Baró de Maldà, que descriu tota la revolta en el seu Calaix de sastre. La revolta va venir també a conseqüència de l'alliberament del comerç dels cereals (1765). El «pastim» municipal de Barcelona (la fleca central) va ser lliurat al gremi de flequers l'any 1768. La reserva pública només existiria com a provisió. L'ajuntament tenia menys marge de maniobra davant l'escassetat i la carestia tot i que fins llavors havia intervingut intentant passar el pes de les pujades als més acabalats, el que li produí tensions amb els grups de poder. La privatització del «pastim» es va completar uns dies abans de la revolta.
Els «rebomboris» van començar el dia 28 de febrer de 1789, dissabte, després de tres pujades relativament seguides del preu del pa, i que suposava un increment del 50% respecte del mes d'agost anterior, per la qual cosa ens trobem en un ambient previ d'agitació. Les classes populars eren, a més, les més afectades, perquè era el pa morè el que es veia més afectat pel que fa al preu i la qualitat pel nou edicte de la Real Audiència. L'edicte aprovava l'augment de preus i no s'utilitzava la reserva municipal per mantenir-los. Segons el Baró de Maldà, «s'alborotà de mala manera lo poble baix, passant a cremar a totes les barraques del pa i lo Pastim». També diu que el poble demanava la rebaixa del preu al de l'any anterior, és a dir, cinc sous la lliura. La revolta es va dirigir particularment contra el capità general, Comte de l'Asalto, i els arrendataris, particularment Torres i Companyia. Les persones revoltades tenien la intenció de cremar les seves cases. El Comte de l'Asalto va enviar tropes i va fer formar la cavalleria davant de casa seva, al Pla de Palau, fugint després cap a la Ciutadella. El diumenge la revolta va aplegar més gent. La manifestació, que demanava abaixar el preu del pa i alliberar els detinguts del dia anterior, es va trobar amb la cavalleria amb resultat de diversos ferits i morts pels sabres dels militars. L'escrit del capità general concedint la rebaixa del preu del pa, més la por de la població, van apaivagar la revolta. Però els aldarulls van continuar a la tarda i les protestes es van estendre contra l'augment dels preus de la carn, el vi i l'oli. Les dones i homes havien escapat del Pla de Palau es van dirigir cap a la catedral, amb ànims de continuar i estendre l'amotinament i alguns van tocar a sometent. Tanmateix s'aconsegueix calmar els ànims i es rebaixen els preus de la carn, el vi i l'oli. Més de vuit mil persones van intervenir en la revolta. Un cop es va acabar es va desfermar la repressió.

## La repressió
Després de dies des que acabaren els aldarulls, es va destituir el capità general Francisco González de Bassecourt, comte de l'Asalto, que va ser substituït per Francisco Antonio de Lacy, comte de Lacy. Aquest va rebre l'ordre de no respectar les concessions donades als revoltats i es va convertir en l'artífex de la repressió. A Barcelona es van deportar unes 90 persones, moltes d'elles nouvingudes, i es va condemnar a mort cinc homes i una dona, que van ser executats el dia 28 de maig del 1789 a la Ciutadella. La sentència va ser considerada excessiva fins i tot pel Baró de Maldà. Aquell dia un percentatge considerable de la població barcelonina va sortir de la ciutat en senyal de protesta. La dona era Josepa Vilaret, de sobrenom «La Negreta», casada amb un criat i mare de dues criatures. Segons el Baró de Maldà, una dona de l'aristocràcia va pagar un hàbit de monja per enterrar-la, i no va ser esquarterada com els altres reus. Al cap d'un any un particular va pagar un ofici solemne en memòria dels executats.